# 奈良県公安委員会
奈良県公安委員会（ならけんこうあんいいんかい）は、奈良県警察を管理するため奈良県知事所轄の下に設置される行政委員会である。3人の委員で組織される。所在地は奈良市登大路町80番地である。

## 委員
- 委員長
  - 向井利明
- 委員
  - 和田林道宜
  - 島本太香子

## 下部組織
- 奈良県警察